# Côtes de Moselle
Pour les articles homonymes, voir Moselle.
Les côtes de Moselle constituent l'une des cuestas de Lorraine. Elles parcourent le Plateau lorrain du nord au sud.
Une partie des côtes de Moselle entre Nancy et Metz sont intégrées dans le parc naturel régional de Lorraine. Certaines sont intégrées dans des zones Natura 2000.

## Topographie
Les plus hauts sommets (du nord au sud) :
- la Borne de Fer à Audun-le-Tiche, 450 m ;
- le Batzenthal à Algrange, 405 m ;
- la Côte de Drince à Pierrevillers, 403 m ;
- le Saint-Quentin à Longeville-lès-Metz, 360 m ;
- les Essarts à Frouard, 368 m ;
- la forêt de Haye à l'ouest de Nancy, 420 m ;
- le Pied-de-Bœuf à Fécocourt, 491 m.

Elles sont devancées par quelques buttes-témoins caractéristiques du relief de côte :
- la colline de Mousson, 381 m ;
- la colline de Sion-Vaudémont, 540 m.

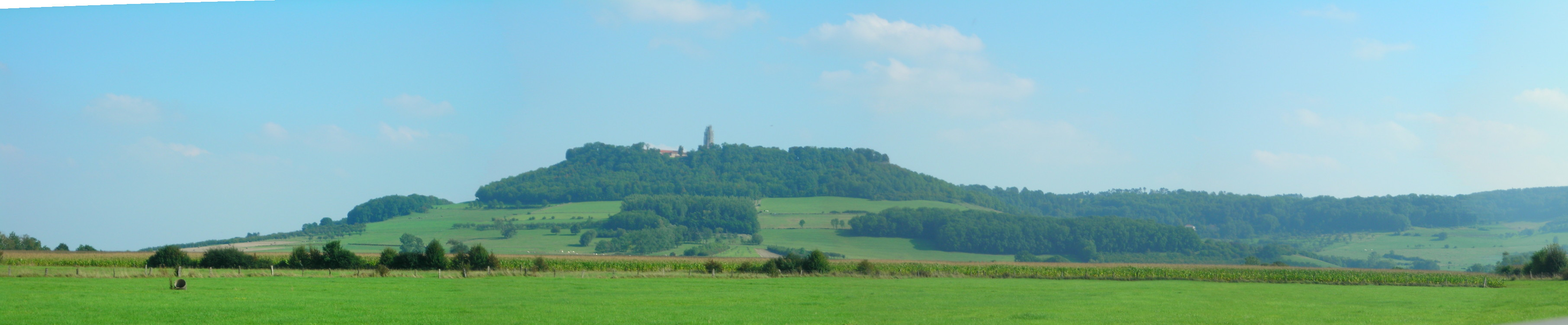
Panorama sur la colline de Sion.

## Géomorphologie

Carte géologique de la Lorraine (cliquer sur l'image pour la légende des couleurs).

Les trois grandes entités paysagères de Lorraine sont, d'ouest en est :
- les côtes de Meuse et de Moselle ;
- le Plateau lorrain ;
- le massif des Vosges.

Le relief de l'ouest de la Lorraine, de pente moyenne ascendante vers l'est, correspondant à la fin du Bassin parisien, est formé d'une alternance de vallées et plateaux séparés par des cuestas (reliefs de côtes) de direction sud-nord.
Partant de l'ouest, on distingue successivement : l'Argonne, les côtes de Bar, les côtes de Meuse et enfin les côtes de Moselle qui dépassent les 500 m d'altitude.
Les côtes de Moselle délimitent l'ouest du Plateau lorrain qui s'étend jusqu'aux Vosges gréseuses à l'est.

## Flore
La présence de plusieurs pelouses calcaires vaut un classement en zones Natura 2000, comme à Montenach en Moselle.